# Asplenium montanum
Asplenium montanum, comúnmente conocido como el helecho de montaña, es un pequeño helecho endémico del este de los Estados Unidos. Se encuentra principalmente en los Apalaches, desde Vermont hasta Alabama, con algunas poblaciones aisladas en los montes de Ozark y el valle del río Ohio. Crece en pequeñas grietas de acantilados de arenisca con suelos altamente ácidos, donde generalmente es la única planta vascular que ocupa ese nicho ecológico. Se puede identificar por sus frondas de hojas verde azuladas oscuras, muy divididas. La especie fue descrita por primera vez en 1810 por el botánico Carl Ludwig Willdenow. No se han descrito subespecies, aunque se informó de una forma descolorida y muy disecada en las montañas Shawangunk en 1974. 
Asplenium montanum es un miembro diploide del «complejo de Asplenium de los Apalaches», un grupo de especies e híbridos de helechos que se han formado mediante evolución reticulada. Los miembros del complejo descendientes de A. montanum se encuentran entre las pocas otras plantas vasculares capaces de tolerar su hábitat típico.

## Descripción
Asplenium montanum es un helecho pequeño y perenne que crece en matojos. Sus hojas son de color verde azulado y están profundamente divididas, emergiendo de un pecíolo largo y, a menudo, colgante. Es monomorfo, lo que significa que no hay diferencia en la forma entre las frondas estériles y fértiles.
Los rizomas horizontales, de aproximadamente 1 milímetro de ancho, pueden curvarse hacia arriba. No están ramificados, pero como pueden formarse nuevas plantas en las puntas de las raíces, un grupo densamente empaquetado de tallos puede dar la apariencia de ramificación. Los rizomas están cubiertos por escamas marrón oscuro, estrechamente triangulares, de 2 a 4 milímetros (0,1 a 0,2 plg) de largo y de 0.2 a 0.4 milímetros de ancho, con bordes sin dientes. Son fuertemente clatrados (con un patrón similar a una celosía).
El estípite (la parte del tallo debajo de la lámina) es de color marrón oscuro a negro purpúreo y brillante en la base, volviéndose verde opaco a medida que asciende hacia la lámina. El pecíolo mide entre 2 a 11 centímetros (0,8 a 4,3 plg) de largo, y puede ser entre 0.5 y 1.5 veces la longitud de la lámina. En la base del pecíolo hay escamas oscuras, estrechamente lanceoladas y pequeños pelos, pero estos no están presentes más arriba. El pecíolo es delgado, frágil y carece de alas.
La lámina de la hoja es gruesa, sin pelos y de color verde azulado oscuro; el raquis (eje de la hoja), al igual que el pecíolo, es de un verde opaco, con pelos ocasionales. La lámina tiene forma triangular o lanceolada, con una base cuadrada o ligeramente redondeada y una punta puntiaguda. Su tamaño varía entre 2 a 11 centímetros (0,8 a 4,3 plg) de largo y entre 1 a 7 centímetros (0,4 a 2,8 plg) de ancho, ocasionalmente llegando hasta 10 centímetros (3,9 plg) de ancho. La lámina puede ser pinnada-pinnatífida o bipinnada-pinnatífida; es decir, está dividida en pinnas lobuladas, y en algunos casos, estas pinnas están subdivididas en pinnulos lobulados.
Cada hoja tiene de cuatro a diez pares de pinnas, ampliamente espaciadas, cada una con forma triangular a lanceolada y con incisiones gruesas en los bordes que las dividen en pinnulos o lóbulos profundos, con una base redondeada o angulada. Los pinnulos presentan hendiduras, pero no están más subdivididos. Las pinnas más largas se encuentran cerca de la base de la hoja y miden entre 6 a 35 milímetros (0,2 a 1,4 plg) de largo y entre 4 a 20 milímetros (0,2 a 0,8 plg) de ancho. Las venas de la hoja no forman un entramado y son poco visibles.

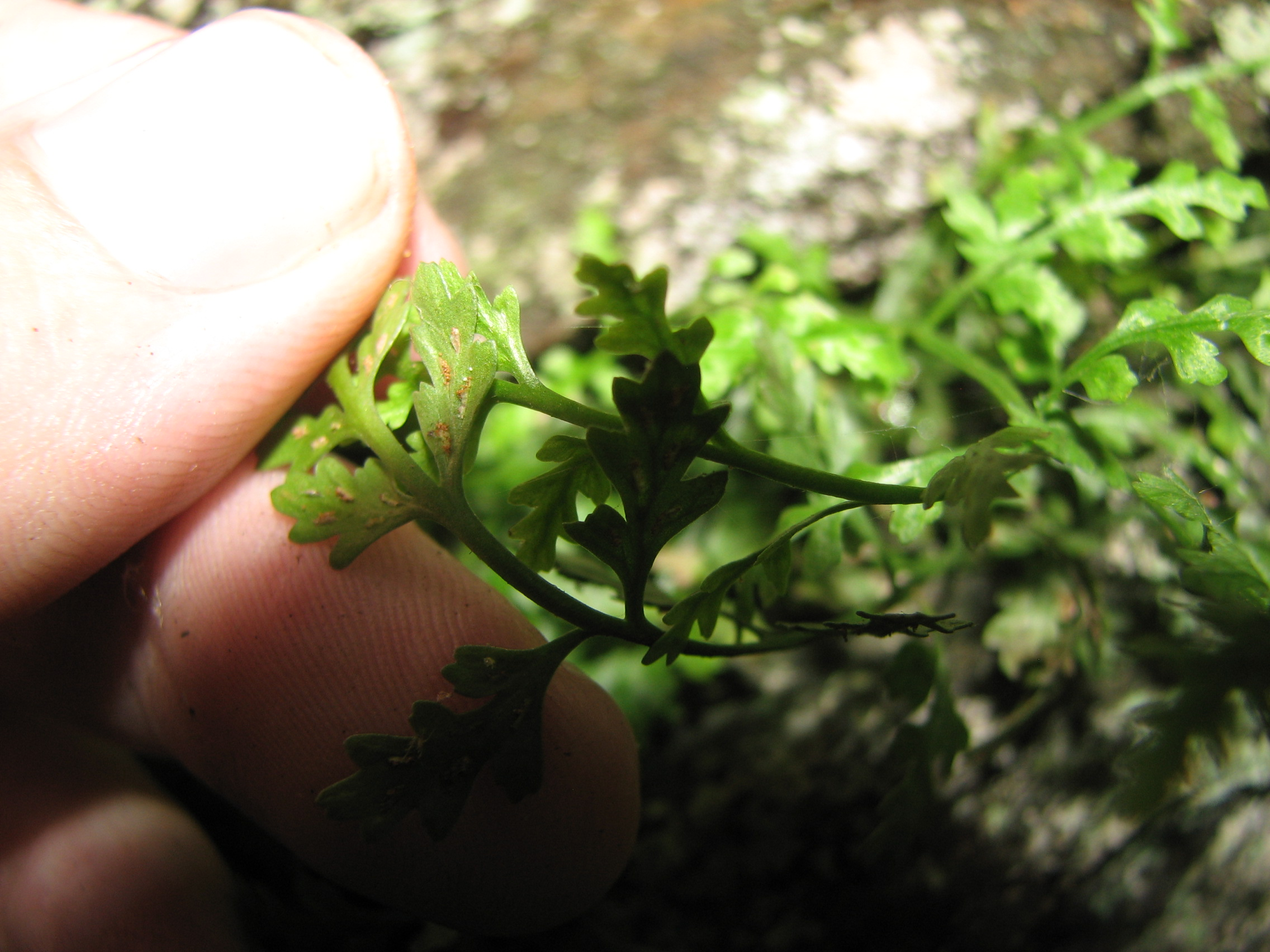
Soros de Asplenium montanum debajo de unas frondas fértiles.

En las frondas fértiles, se pueden encontrar entre 1 y 15 soros elípticos o estrechos en el reverso de cada pinna. Estos miden de 0.5 a 1.5 milímetros de largo y están cubiertos por indusios translúcidos de color marrón claro con bordes algo irregulares. Cada esporangio contiene 64 esporas. La especie tiene un número cromosómico de 2n = 72 en el esporófito, lo que indica que es un diploide.

### Identificación
El color verde azulado oscuro y las pinnas ampliamente espaciadas, profundamente divididas e indentadas diferencian a A. montanum de la mayoría de las especies relacionadas. Las pinnas del helecho de Bradley (A. bradleyi) son dentadas y menos profundamente divididas, y el color oscuro del pecíolo continúa parcialmente en el raquis de esa especie. El helecho Wall-rue (A. ruta-muraria) tiene un pecíolo verde, y sus pinnas tienen tallos más largos y son más anchas cerca de la punta. El helecho de Wherry (A. × wherryi), un híbrido entre el helecho de Bradley y el helecho de montaña, presenta características intermedias entre sus progenitores. En comparación con el helecho de montaña, la lámina de A. × wherryi es lanceolada en lugar de triangular; las partes superiores de la lámina no están tan profundamente divididas; y el color oscuro del pecíolo se extiende hasta el comienzo del raquis.

## Taxonomía
Este helecho fue identificado inicialmente por André Michaux en 1803 como el helecho negro (Asplenium adiantum-nigrum). Carl Ludwig Willdenow lo reconoció y describió como una especie separada, a la que denominó Asplenium montanum, en 1810. En 1901, John A. Shafer intentó transferirlo al género Athyrium como Athyrium montanum, pero este nombre es ilegítimo por ser un homónimo posterior de Athyrium montanum (Lam.) Röhl. ex Spreng. En 1931, Oliver Atkins Farwell propuso segregar la especie del género Asplenium y clasificarla como Chamaefilix montana. Sin embargo, este cambio no fue ampliamente aceptado, y las clasificaciones modernas continúan ubicando la especie dentro del género Asplenium.
En 2020, una filogenia global del género Asplenium dividió el género en once clados, a los que se les asignaron nombres informales en espera de un estudio taxonómico más detallado. A. montanum pertenece al «subclado Onopteris» dentro del «clado Pleurosorus». Este último tiene una distribución mundial; sus miembros son generalmente pequeños y suelen encontrarse en laderas, a menudo refugiándose entre rocas en hábitats expuestos. El subclado Onopteris presenta gametofitos del tipo Aspidium. Los parientes más cercanos de A. montanum dentro de este subclado son A. onopteris y su descendiente alopoliploide, A. adiantum-nigrum.

### Variedades
En 1974, Timothy Reeves describió una población inusual de A. montanum encontrada en las montañas Shawangunk. Tras realizar estudios cromatográficos para demostrar que no se trataba de un híbrido, la interpretó como una nueva forma, Asplenium montanum forma shawangunkense. En esta forma, en contraste con la forma típica (forma montanum), la lámina de la hoja es de color verde amarillento, las frondas permanecen altamente disecadas hasta el ápice y no terminan en una punta definida, son más cortas y más disecadas de lo habitual, y todas los frondas son estériles.

### Híbridos
Asplenium montanum forma fácilmente híbridos con varias otras especies dentro del «complejo Asplenium de los Apalaches». En 1925, Edgar T. Wherry observó similitudes entre A. montanum, el helecho lobulado (A. pinnatifidum), y el helecho de Trudell (A. × trudellii). En 1936, concluyó que A. × trudellii era un híbrido entre las dos primeras especies. En 1951, Herb Wagner, al revisar el libro de Irene Manton Problems of Cytology and Evolution in the Pteridophyta (Problemas de citología y evolución de las pteridofitas), sugirió de manera incidental que A. pinnatifidum podría ser en sí mismo un híbrido entre A. montanum y el helecho caminante americano, Camptosorus rhizophyllus (ahora A. rhizophyllum).
En 1953, Wagner presentó estudios citológicos preliminares sobre los Asplenium y sugirió que A. montanum se había cruzado con el helecho ébano (A. platyneuron) para dar lugar al helecho de Bradley (A. bradleyi), señalando que D. C. Eaton y W. N. Clute ya habían planteado sugerencias tentativas en ese sentido. También realizó recuentos cromosómicos de A. × trudellii, que algunos habían clasificado simplemente como una variedad de A. pinnatifidum. Como se demostró que A. pinnatifidum era un tetraploide y A. montanum un diploide, un híbrido entre ellos sería un triploide, y Wagner mostró que este era, de hecho, el caso de A. × trudellii. Sus experimentos posteriores, publicados al año siguiente, sugirieron con fuerza que tanto A. bradleyi como A. pinnatifidum eran alotetraploides, producto de la hibridación entre A. montanum y otro Asplenium para formar un diploide estéril, seguido de una duplicación cromosómica que restauró la fertilidad.
Estos hallazgos citotaxonómicos fueron respaldados por estudios cromatográficos posteriores. Se demostró que A. montanum producía un patrón de siete sustancias cromatográficamente distintas de las producidas por otros miembros diploides del complejo de Asplenium de los Apalaches. Estas sustancias estaban presentes en los cromatogramas de todos los híbridos analizados que se cree que descienden de A. montanum, directa o indirectamente: A. bradleyi, A. × gravesii, A. × kentuckiense, A. pinnatifidum, A. × trudellii y A. × wherryi. Cuatro de los compuestos presentes en los cromatogramas de A. montanum y sus descendientes, que fluorescen en color oro y anaranjado bajo luz ultravioleta, fueron identificados posteriormente como los xanthonoides mangiferina, isomangiferina y sus O-glucósidos. Los otros dos se identificaron como derivados de kaempferol, aunque no pudieron ser determinados con mayor precisión debido a la falta de material; el último era un compuesto traza que no pudo ser estudiado. Una filogenia basada en cloroplastos ha sugerido que A. montanum es el ancestro materno de A. bradleyi.
Las especies híbridas alotetraploides derivadas de A. montanum pueden retrocruzarse con A. montanum para formar híbridos triploides. El híbrido de retrocruzamiento entre A. montanum y A. pinnatifidum es A. × trudellii, como sugirió Wherry. También recolectó especímenes del híbrido de retrocruzamiento entre A. montanum y A. bradleyi de un acantilado cerca de Blairstown, Nueva Jersey, en 1935. Este híbrido no recibió más atención hasta 1961, cuando fue descrito y nombrado en honor a Wherry como el helecho de Wherry (A. × wherryi). El diploide estéril A. montanum × platyneuron, precursor de A. bradleyi, fue recolectado en 1972 en Crowder's Mountain, Georgia; el híbrido A. montanum × rhizophyllum, precursor de A. pinnatifidum, nunca se ha encontrado.

## Distribución y hábitat

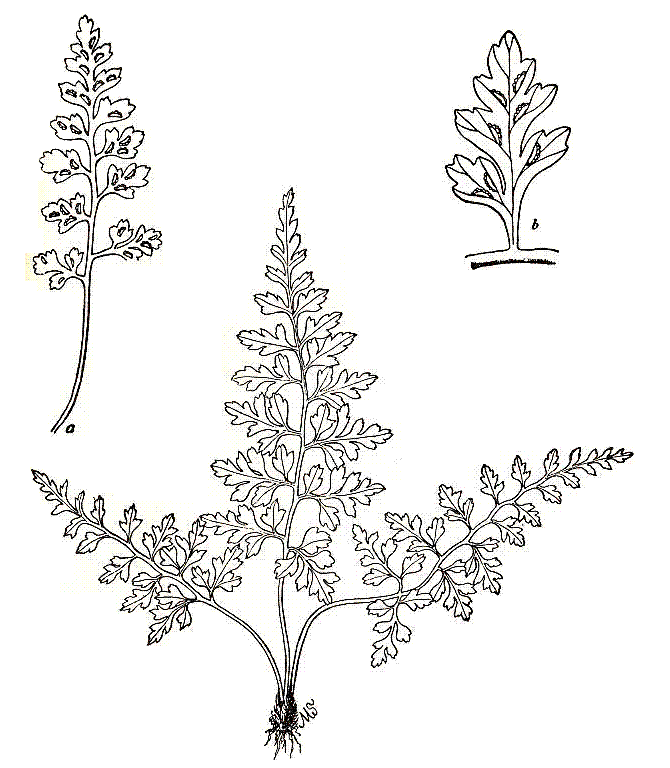
Ilustración de How to Know the Ferns (Cómo reconocer helechos) de Frances Theodora Parsons (1899); ilustración de Marion Satterlee.

Uno de los «helechos de los Apalaches», A. montanum se encuentra en las Montañas Apalaches, desde Vermont y Massachusetts hacia el suroeste hasta Tennessee, Alabama y Georgia, y, en menor medida, en el valle del río Ohio, en Ohio, Indiana y Kentucky. Se descubrieron poblaciones en Arkansas, en los condados de Garland y Stone, en 2002 y 2008, respectivamente. Una población aislada en Misuri, recolectada en 1960, se considera histórica; está representada por un espécimen recolectado cerca de la cueva Graham y nunca se ha vuelto a localizar. Se cree que el sitio fue destruido por la construcción de una carretera. Una colección de Farwell en la península de Keweenaw, Michigan, fue considerada válida por M. L. Fernald, pero su autenticidad es cuestionable; la población nunca se ha vuelto a localizar.
Asplenium montanum crece sobre rocas ácidas, como la arenisca, en grietas donde la humedad se filtra desde los estratos de roca. Se ha encontrado a altitudes de hasta 2000 metros (6561,7 pies). Al igual que el estrechamente relacionado A. bradleyi, A. montanum requiere que el suelo delgado en sus grietas preferidas sea subácido (pH 4.5–5.0) a medioácido (pH 3.5–4.0) y no tolera el calcio. Este hábitat es desfavorable para la mayoría de las otras plantas, aunque sus descendientes alotetraploides y sus híbridos de retrocruzamiento pueden coexistir con él.

## Ecología y conservación
Asplenium montanum es considerado globalmente seguro (G5) por NatureServe, pero se encuentra amenazado en los bordes de su rango de distribución. Solo se conoce históricamente en Misuri, y NatureServe lo clasifica como críticamente en peligro (S1) en Indiana, Massachusetts, Nueva Jersey, Rhode Island y Vermont, y como en peligro (S2) a vulnerable (S3) en Connecticut y Nueva York. La principal amenaza para las poblaciones en Nueva York es la escalada en roca.

## Cultivo
Asplenium montanum puede cultivarse al aire libre o en un terrario. En ambos casos, el suelo utilizado debe enmendarse con fragmentos de roca ácida.